# Festival di Castrocaro
Il Concorso per Voci Nuove o Festival di Castrocaro è una festival musicale che a partire dal 1957 si tiene annualmente nella cittadina di Castrocaro Terme e Terra del Sole (FC), in Emilia-Romagna.
La manifestazione è stata, soprattutto negli anni '60 e '70, una delle vie per i nuovi talenti per entrare nel mondo musicale. In quel periodo ha avuto parecchia attenzione da parte dei giornali e della televisione, andata via via scemando nei decenni successivi. La serata finale del concorso, che porta a decretare il vincitore, viene tuttavia ancora trasmessa dalla Rai ogni anno.

## Storia

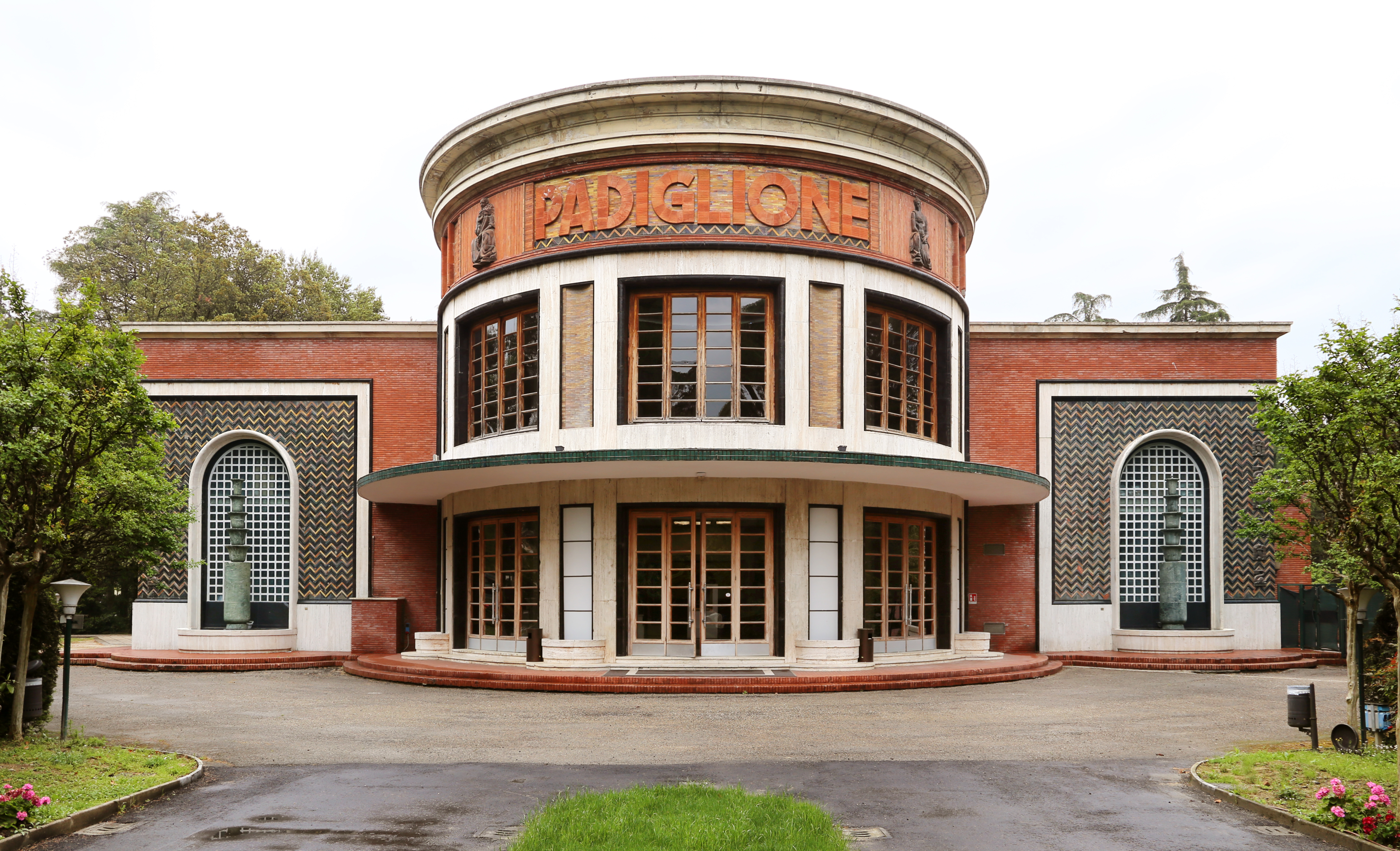
Il Padiglione delle feste all'interno del parco delle Terme di Castrocaro, sede di numerose edizioni del festival.

Il Festival nasce dall'idea di Natale Graziani (Cusercoli, 1922 - Firenze, 2014), attivissimo presidente delle Terme di Castrocaro, il quale capì che nell'Italia del boom economico abbinare lo stabilimento termale alla canzone e alla musica leggera gli avrebbe assicurato una rilevante visibilità. La prima edizione si tenne nel 1957 come «Festival del Cantante», gestito dalle Terme di Castrocaro. 
Il successo della manifestazione fu eclatante, al punto che la Rai (unico operatore televisivo dell'epoca in Italia) stabilì un accordo con Graziani per occuparsi delle riprese e trasmissione dell'evento.
Sin dalle origini del festival il selezionatore delle voci nuove è stato il Maestro Virgilio Braconi. Per alcuni anni il vincitore (o i vincitori) ottenevano, per regolamento, un contratto discografico ed una partecipazione al Festival di Sanremo. Tra i vincitori della kermesse canora divenuti successivamente famosi, si annovera la cantautrice Giuni Russo (1967), Gigliola Cinquetti (1963), Alice (1971), Michele Zarrillo (1979), Luca Barbarossa (1980), Zucchero Fornaciari (1981), Fiordaliso (1981), Donatella Milani (1982) e Silvia Salemi (1995).
Anche i non vincitori, però, venivano spesso messi sotto contratto, avendo comunque in molti casi la possibilità di iniziare una carriera nel mondo musicale: ad esempio Iva Zanicchi (che partecipa nel 1962 non vincendo, ma facendosi notare dalla Ri-Fi), Loretta Goggi (che partecipa nel 1966) Fiorella Mannoia (finalista nel 1968), Caterina Caselli (scoperta nel 1963 da Alberto Carisch proprio durante "Castrocaro", pur essendo stata eliminata) o Luisa Corna (seconda classificata nel 1991). Tra le curiosità del festival va segnalata, nell'edizione del 1961, la partecipazione di un giovane Umberto Bossi, che si presentò con lo pseudonimo Donato insieme al suo complesso.
A partire dall'edizione 2009, il concorso è stato arricchito da lezioni-seminario tenute da personalità dello spettacolo. Nel 2022 il festival non si è tenuto a causa del mancato accordo con una nuova società di gestione. Dall'anno successivo l'organizzazione del festival è ripartita grazie alla nuova gestione affidata alla casa discografica Isola degli Artisti. Solo nel 2025 torna ad essere trasmesso dalla Rai solo nel 2025, andando in onda su Rai 2.

## Edizioni
| Anno                                          | Data              | Messa in onda                                                                                      | Messa in onda                                | Conduttore                                                         | Vincitore o Vincitori                                                                                                   | Giuria | Ospiti | Telespettatori | Share  | Canale                                       |
| --------------------------------------------- | ----------------- | -------------------------------------------------------------------------------------------------- | -------------------------------------------- | ------------------------------------------------------------------ | --- | --- | --- | -------------- | ------ | -------------------------------------------- |
| 1957                                          |                   | |                                              | Todeschini                                                         | Tina Castelli | | | N.D.           | N.D.   | Rai 1                                        |
| 1958                                          | 20 settembre 1958 | |                                              | Enzo Tortora                                                       | Edda Montanari | Vincenzo Davico | | N.D.           | N.D.   | Rai 1                                        |
| 1959                                          | 22 settembre 1959 | |                                              | Enzo Tortora                                                       | Carmen Villani - Quando una ragazza (a New Orleans) e Cry Me a River                                                    | Giovanni D'Anzi, Angelo Galletti, Virgilio Casablanca, Angelo Lombardi, Guy Zachary e Bruno Battistini                           | Oscar Carboni | N.D.           | N.D.   | Rai 1                                        |
| 1960                                          |                   | |                                              | Febo Conti                                                         | Angela Venturoli | | | N.D.           | N.D.   | Rai 1                                        |
| 1961                                          | 19 settembre 1961 | |                                              | Anna Maria Gambineri                                               | Anna Maria e Cristina Amadei                                                                                            | | | N.D.           | N.D.   | Rai 1                                        |
| 1962                                          | 1 ottobre 1962    | 3 ottobre 1962                                                                                     | Seconda serata                               | Pippo Baudo                                                        | Eugenia Foligatti - Cercami e Gianni La Commare                                                                         | Natalino Otto, Sergio Bruni, Luciano Tajoli, Nunzio Filogamo, Ernesto Calindri, Mario Mattoli, Gigi Cichellero e Giovanni D'Anzi | | N.D.           | N.D.   | Rai 1                                        |
| 1963                                          | 22 settembre 1963 | 23 settembre 1963                                                                                  | Seconda serata                               | Pippo Baudo                                                        | Gigliola Cinquetti - Sull'acqua e Le strade di notte e Bruno Filippini - Baci e Il re dei pagliacci                     | | Françoise Hardy e Petula Clark                                                                                      | N.D.           | N.D.   | Rai 1                                        |
| 1964                                          | 10 ottobre 1964   | 13 ottobre 1964                                                                                    | Prima serata                                 | Mike Bongiorno                                                     | Franco Tozzi - Due case, due finestre e Vittorio Inzaina                                                                | | | N.D.           | N.D.   | Rai 1                                        |
| 1965                                          | 9 ottobre 1965    | 11 ottobre 1965                                                                                    | Prima serata                                 | Mike Bongiorno                                                     | Luciana Turina - Come ti vorrei e Plinio Maggi - Se le mie parole non bastano                                           | | | N.D.           | N.D.   | Rai 1                                        |
| 1966                                          |                   | 10 ottobre 1966                                                                                    | Seconda serata                               | Mike Bongiorno                                                     | Annarita Spinaci - E... e Roberta Amadei                                                                                | | | N.D.           | N.D.   | Rai 1                                        |
| 1967                                          |                   | 13 ottobre 1967 (in onda anche sul secondo canale radio alle 21:15 dell'11 ottobre)                | Seconda serata                               | Pippo Baudo                                                        | Giusy Romeo - A chi e Elio Gandolfi                                                                                     | | The Rokes | N.D.           | N.D.   | Rai 1                                        |
| 1968                                          | 12 ottobre 1968   | 25 ottobre 1968                                                                                    | Seconda serata                               | Alberto Terrani e Fernanda Carpi                                   | Paolo Mengoli - Per un momento ho perso te e Portami tante rose e Rosalba Archilletti - Quando sei con me e Con un ciao | | Gigliola Frazzoni, Franco Franchi e Ciccio Ingrassia e Charles Aznavour                                             | N.D.           | N.D.   | Rai 1                                        |
| 1969                                          |                   | 30 dicembre 1969                                                                                   | Prima serata                                 | Pippo Baudo                                                        | Lucia Rizzi - Quanto ti amo e Dino Drusiani - Chi si vuol bene come noi                                                 | | Maria Grazia Buccella, Isabella Biagini, Enrico Simonetti, Ric e Gian, Claudio Villa, Renzo Arbore, Rino Gaetano    | N.D.           | N.D.   | Rai 2                                        |
| 1970                                          |                   | |                                              | Daniele Piombi                                                     | Marisa Sacchetto - Dopo l'amore e Mara Nanni                                                                            | | | N.D.           | N.D.   | Rai 1                                        |
| 1971                                          | 14 ottobre 1971   | 4 novembre 1971 va in onda anche, il 4 novembre 1971, dalle 21:00, sul secondo canale radiofonico) | Seconda serata                               | Daniele Piombi                                                     | Carla Bissi - Tanta voglia di lei e Mauro Brighetti                                                                     | | Barbara Bouchet, Erika Blanc, Canè, Franco Bitossi, Giuliana Longari, Mino Reitano, Riccardo Cucciolla, Franco Rosi | N.D.           | N.D.   | Rai 1                                        |
| 1972                                          | 3 luglio 1972     | 26 luglio 1972                                                                                     | Seconda serata                               | Daniele Piombi                                                     | Franco Simone - Con gli occhi chiusi (e i pugni stretti) e Roberto Callegaro - La legge della vita                      | | | N.D.           | N.D.   | Rai 1                                        |
| 1973                                          |                   | |                                              | Daniele Piombi                                                     | Emanuela Cortesi - La mente torna e Maila Mazzeranghi - Amore mio                                                       | | | N.D.           | N.D.   | Rai 1                                        |
| 1974                                          | 12 settembre 1974 | 18 settembre 1974                                                                                  |                                              | Giancarlo Zanetti e Anna Maria Gambineri                           | Liliana Savoca, Denise e Gloria Calore                                                                                  | | | N.D.           | N.D.   | Rai 1                                        |
| 1975                                          |                   | |                                              | Mike Bongiorno                                                     | Aldo Poli e Grazia Sanvitale - Devil Gate Drive                                                                         | | | N.D.           | N.D.   | Rai 1                                        |
| 1976                                          |                   | 14 settembre                                                                                       | Seconda serata                               | Mike Bongiorno                                                     | Collage - Due ragazzi nel sole, Walter Foini, Complesso La Strana Sensazione, Giulia Del Buono e Marcello Scichilone    | | | N.D.           | N.D.   | Rai 1                                        |
| 1977                                          |                   | |                                              |                                                                    | Michele Pecora - La mia casa, I Pub - Un'anima in jeans, Fiora - Stavolta no e La Fabbrica di Stelle                    | | | N.D.           | N.D.   | Rai 1                                        |
| 1978                                          |                   | |                                              | Nino Fuscagni e Stella Carnacina                                   | Ezio Maria Picciotta, Roberta (Roberta Voltolini) - Noi, Antonietta Chelli e Creme Caramel - Discomela                  | | | N.D.           | N.D.   | Rai 1                                        |
| 1979                                          |                   | |                                              |                                                                    | Goran Kuzminac - Stasera l'aria è fresca, Michele Zarrillo - Indietro no, Daniel Danieli e Limousine                    | | | N.D.           | N.D.   | Rai 1                                        |
| 1980                                          |                   | |                                              |                                                                    | Luca Barbarossa - Sarà l'età                                                                                            | | | N.D.           | N.D.   | Rai 1                                        |
| 1981                                          |                   | |                                              | Gigliola Cinquetti                                                 | Zucchero Fornaciari - Canto te e Fiordaliso - Scappa via                                                                | | | N.D.           | N.D.   | Rai 1                                        |
| 1982                                          |                   | 8 dicembre                                                                                         | Pomeriggio                                   | Patrizia Rossetti, Alberto Matei e Mia Martini                     | Donatella Milani - Perché mi sento sola e Brunella Borciani - Voglio e mi spoglio                                       | | Gianni Morandi, Mia Martini, Anna Oxa, Pupo, Viola Valentino                                                        | N.D.           | N.D.   | Rai 1                                        |
| 1983                                          |                   | 18 novembre                                                                                        | Seconda serata                               |                                                                    | Rodolfo Banchelli - Invece no e Silvia Conti                                                                            | | | N.D.           | N.D.   | Rai 1                                        |
| 1984                                          |                   | 18 dicembre                                                                                        | Seconda serata                               | Elisabetta Gardini e Valerio Merola                                | Lorena Biolcati - Aquarius, Laura Landi - Panorama e Milvio Cardellini, Raul Rizzardi                                   | | Renato Zero, Dalila Di Lazzaro                                                                                      | N.D.           | N.D.   | Rai 1                                        |
| 1985                                          | 15 ottobre        | 15 ottobre                                                                                         | Seconda serata                               | Maria Teresa Ruta                                                  | Aida Satta Flores e Studio Hertz - Sarà forse in America                                                                | | Propaganda | N.D.           | N.D.   | Rai 1                                        |
| 1986                                          |                   | |                                              | Daniele Piombi                                                     | Charley Deanesi - Muoviti e Roberta Mogliotti (Andrea Mirò) - Pietra su Pietra                                          | | | N.D.           | N.D.   | Rai 1                                        |
| 1987                                          |                   | |                                              | Barbara D'Urso con Amanda Lear e Tiziana Ferrario                  | Rosario Di Bella - Sono interessante e Ice - Mere manna                                                                 | | | N.D.           | N.D.   | Rai 1                                        |
| 1988                                          | 29 ottobre 1988   | 29 ottobre 1988                                                                                    | Seconda serata                               | Claudio Lippi con Mauro Micheloni                                  | Antonietta Buccigrossi - C'è un motivo in più e Valerio Spazzoli - Rido                                                 | | | N.D.           | N.D.   | Rai 1                                        |
| 1989                                          | 25 ottobre 1989   | 25 ottobre 1989                                                                                    | Prima serata                                 | Fabrizio Frizzi                                                    | Lorenzo Zecchino - A Milano                                                                                             | | Fiorella Mannoia, Luca Barbarossa, Eros Ramazzotti, Piero Chiambretti, Gigi Sabani                                  | N.D.           | N.D.   | Rai 1                                        |
| 1990                                          |                   | 16 dicembre 1990                                                                                   | Pomeriggio                                   | Giancarlo Magalli                                                  | Margherita Cazzuffi | | Flavia Fortunato | N.D.           | N.D.   | Rai 2                                        |
| 1991                                          | 9 ottobre 1991    | 9 ottobre 1991                                                                                     | Prima serata                                 | Gigi Sabani con Rosita Celentano                                   | Bracco Di Graci - Vivo, muoio e vivo                                                                                    | Paola Perego, Rosanna Banfi, Gianmarco Tognazzi, Brigitta Boccoli                                                                | Gianfranco Rossi | N.D.           | N.D.   | Rai 1                                        |
| 1992                                          |                   | 7 ottobre 1992                                                                                     | Prima serata                                 | Claudio Cecchetto con Simona Tagli                                 | Tony Blescia - Cosa dice il cuore                                                                                       | | Paolo Villaggio | N.D.           | N.D.   | Rai 1                                        |
| 1993                                          | 6 ottobre 1993    | 6 ottobre 1993                                                                                     | Prima serata                                 | Claudio Cecchetto con Simona Tagli, Brigitta Boccoli, e Jo Squillo | Lighea - Siamo noi quelli sbagliati                                                                                     | | | N.D.           | N.D.   | Rai 1                                        |
| 1994                                          | 26 ottobre 1994   | 26 ottobre 1994                                                                                    | Prima serata                                 | Gigi Sabani, con Brigitta Boccoli, Jo Squillo, e Simona Ventura    | Marco D'Angelo - Chi sei                                                                                                | | Mietta | N.D.           | N.D.   | Rai 1                                        |
| 1995                                          | 12 ottobre 1995   | 12 ottobre 1995                                                                                    | Prima serata                                 | Gigi Sabani e Heather Parisi                                       | Silvia Salemi - Con questo sentimento                                                                                   | | Luciano Pavarotti, Gianni Morandi, Amadeus, Mara Venier, Pippo Baudo, Marco Mazzoli                                 | N.D.           | N.D.   | Rai 1                                        |
| 1996                                          |                   | |                                              | Paolo Bonolis e Paola Perego                                       | Mignon - Se mi vuoi | | | N.D.           | N.D.   | Rai 1                                        |
| 1997                                          |                   | |                                              | Paolo Limiti e Ramona Dell'Abate                                   | Daniela e Liliana Caronna                                                                                               | | | N.D.           | N.D.   | Rai 2                                        |
| Nel 1998 la trasmissione non viene realizzata |                   | |                                              |                                                                    | | | |                |        |                                              |
| 1999                                          |                   | |                                              | Elisabetta Gardini e Enzo Decaro                                   | Max Petronilli - Il cielo                                                                                               | | | N.D.           | N.D.   | Rai 1                                        |
| Nel 2000 la trasmissione non viene realizzata |                   | |                                              |                                                                    | | | |                |        |                                              |
| 2001                                          |                   | |                                              | Amadeus con Samantha De Grenet e Tosca D'Aquino                    | Filippo Merola - Un mondo vero e Teresa De Filippis - E parlo di te                                                     | | | N.D.           | N.D.   | Rai 1                                        |
| 2002                                          |                   | |                                              | Claudio Cecchetto e Elenoire Casalegno                             | Riccardo Maffoni - Le circostanze di Napoleone                                                                          | | | N.D.           | N.D.   | Rai 1                                        |
| 2003                                          |                   | |                                              | Paola Perego con Barbara Chiappini e Mirca Viola                   | Maria Pierantoni Giua - Babà al rum                                                                                     | | | N.D.           | N.D.   | Rai 1                                        |
| 2004                                          |                   | |                                              | Paola Perego con Giada De Blanck e Maria Mazza                     | Ilaria Porceddu - Alle venti e Oceano                                                                                   | | | N.D.           | N.D.   | Rai 1                                        |
| 2005                                          |                   | |                                              | Massimo Giletti e Luisa Corna                                      | Lorena Belcastro - Grido d'amore                                                                                        | | | N.D.           | N.D.   | Rai 1                                        |
| 2006                                          |                   | |                                              | Massimo Giletti con Antonella Mosetti                              | Jacopo Troiani - Perdere l'amore e Rose rosse                                                                           | | | N.D.           | N.D.   | Rai 1                                        |
| 2007                                          | 20 luglio 2007    | 20 luglio 2007                                                                                     | Prima serata                                 | Massimo Giletti e Elisa Isoardi                                    | Angela Semerano - Il gatto e la volpe                                                                                   | | Gigi D'Alessio, Irene Grandi, Gabriele Cirilli                                                                      | 2.538.000      | 17,30% | Rai 1                                        |
| 2008                                          |                   | 1 agosto 2008                                                                                      | Prima serata                                 | Eleonora Daniele                                                   | Simona Galeandro - Gianna e Gloria                                                                                      | | | 2 900 000      | 18,47% | Rai 1                                        |
| 2009                                          | 10 luglio 2009    | 10 luglio 2009                                                                                     | Prima serata                                 | Elisa Isoardi                                                      | Edoardo Lo Conte - Con le mani e Un senso                                                                               | | | 2 600 000      | 15,00% | Rai 1                                        |
| 2010                                          | 16 luglio 2010    | 16 luglio 2010                                                                                     | Prima serata                                 | Fabrizio Frizzi                                                    | Nicola Traversa - Gabbia                                                                                                | | | 2 558 000      | 18,01% | Rai 1                                        |
| 2011                                          |                   | 15 luglio 2011                                                                                     | Prima serata                                 | Fabrizio Frizzi                                                    | Kiero - Superlovers | | | 2 601 000      | 17,01% | Rai 1                                        |
| 2012                                          |                   | 13 luglio 2012                                                                                     | Prima serata                                 | Alessandro Greco                                                   | Martina Cambi - Miracolo                                                                                                | | | 2 184 000      | 13,74% | Rai 1                                        |
| 2013                                          |                   | 19 luglio 2013                                                                                     | Prima serata                                 | Pupo                                                               | Davide Papasidero - Non voltarti più                                                                                    | | | 2 805 000      | 15,79% | Rai 1                                        |
| 2014                                          | 30 agosto 2014    | 30 agosto 2014                                                                                     | Prima serata                                 | Pupo                                                               | Alina Nicosia - Io e te                                                                                                 | | | 2 432 000      | 15,40% | Rai 1                                        |
| 2015                                          | 29 agosto 2015    | 29 agosto 2015                                                                                     | Prima serata                                 | Pupo                                                               | Dalise - Nuvole nella testa                                                                                             | Emanuele Filiberto di Savoia, Cristiano Malgioglio, Silvia Salemi, Max Tortora                                                   | Nek | 2 019 000      | 13,93% | Rai 1                                        |
| 2016                                          | 27 agosto 2016    | 27 agosto 2016                                                                                     | Prima serata                                 | Flavio Montrucchio e Samanta Togni                                 | Ethan Lara - Anche solo per un'ora                                                                                      | Claudio Lippi, Mara Maionchi, Valerio Scanu                                                                                      | Kelly Joyce, Stadio                                                                                                 | 1 885 000      | 12,80% | Rai 1                                        |
| 2017                                          | 26 agosto 2017    | 26 agosto 2017                                                                                     | Prima serata                                 | Marco Liorni e Rossella Brescia con Sergio Friscia                 | Luigi Salvaggio - Il silenzio delle stelle                                                                              | Claudio Cecchetto, Giò Di Tonno, Silvia Mezzanotte, Fio Zanotti                                                                  | Ivana Sagna | 1 663 000      | 11,69% | Rai 1                                        |
| 2018                                          | 29 luglio 2018    | 10 agosto 2018                                                                                     | Seconda serata                               | Massimiliano Ossini e Daniela Ferolla                              | Maria (Valentina Egrotelli) - Posologia vincente                                                                        | Alessandra Drusian, Gatto Panceri, Katia Ricciarelli, Fio Zanotti                                                                | Jalisse | 739 000        | 10,10% | Rai 1                                        |
| 2019                                          | 3 settembre 2019  | 3 settembre 2019                                                                                   | Prima serata                                 | Stefano De Martino e Belén Rodríguez                               | Debora Manenti - Mica van Gogh                                                                                          | Simona Ventura, Maurizio Vandelli, Bruno Santori, Andrea Delogu, Elodie                                                          | Tecla Insolia, Carmen Pierri, Gigi D'Alessio                                                                        | 1 009 000      | 5,50%  | Rai 2                                        |
| 2020                                          | 27 agosto 2020    | 27 agosto 2020                                                                                     | Prima serata                                 | Stefano De Martino                                                 | Watt - Fiori da Hiroshima                                                                                               | Bugo, Riccardo Zanotti, Maria Antonietta, Taketo Gohara                                                                          | Arteteca | 750 000        | 4,90%  | Rai 2                                        |
| 2021                                          | 7 settembre 2021  | 7 settembre 2021                                                                                   | Prima serata                                 | Paola Perego con Valeria Graci                                     | Simo Veludo - Mutande                                                                                                   | Boosta, Ermal Meta, Noemi, Margherita Vicario                                                                                    | - | 712 000        | 4,30%  | Rai 2                                        |
| Nel 2022 la trasmissione non viene realizzata |                   | |                                              |                                                                    | | | |                |        |                                              |
| 2023                                          | 22 settembre 2023 | 22 settembre 2023                                                                                  | La serata non viene trasmessa in televisione | Clementino e Manola Moslehi                                        | Djomi - Chiama un dottore                                                                                               | Carlo Avarello, Serena Brancale, Beppe Vessicchio, Michele Zarrillo                                                              | Daniele Cabras |                |        | La serata non viene trasmessa in televisione |
| 2024                                          | 7 settembre 2024  | 7 settembre 2024                                                                                   | La serata non viene trasmessa in televisione | Elenoire Casalegno e Daniele Cabras                                | Klem - Tutta la notte                                                                                                   | Serena Brancale, Salvatore Mineo, Tormento, Beppe Vessicchio                                                                     | Chiara Galiazzo, Settembre, Maria Tomba                                                                             |                |        | La serata non viene trasmessa in televisione |
| 2025                                          | 29 giugno 2025    | 8 luglio 2025                                                                                      | Seconda serata                               | Carolina Rey e Daniele Cabras                                      | Melissa Agliottone - Prima di crescere                                                                                  | Clementino, Serena Brancale, Beppe Vessicchio                                                                                    | Settembre, Alex Wyse, Federica Abbate                                                                               | 158.000        | 3,8%   | Rai 2                                        |

### Festival di Castrocaro 1957
- Tina Castelli[25]
- Edera Cecchini[26]
- Vittorio Di Gianni

- Rosella Masseglia Natali

### Festival di Castrocaro 1960
- Lucia Santonastaso
- Lucia Altieri

### Festival di Castrocaro 1967
- Elio Gandolfi (vincitore)
- Giusi Romeo (Giuni Russo) - Nel sole e A chi (vincitore)
- Roberto Ferri - La bohème
- Ferruccio Furlanetto
- Luciana Lazzari
- Patrizia Mannoia
- Emilio Insolvibile
- Anna Maria Berardinelli

### Festival di Castrocaro 1970
- Rita Baldoni (Produttori Associati; cantante nell'Orchestra Casadei)
- Marisa Sacchetto - Dopo l'amore
- Mara Nanni
- Luisa Nebiolo (Torino): Vedrai, vedrai

### Festival di Castrocaro 1971
- Lia Amoroso
- Rino Guetto
- Marco Baldacci
- Mauro Banchelli
- Ediva Bartoli
- Carla Bissi (Alice)
- Mauro Brighetti
- Pino Ferraro
- Daniela Davoli
- Claudia Giacometti
- Emilio Orlando
- Lidia Pagani
- Sauro Riccetti

### Festival di Castrocaro 1973
- Paola Falzini
- Laura
- Emanuela Cortesi

### Festival di Castrocaro 1975
- Grazia Sanvitale
- Aldo Poli
- Ediva Bartoli
- Daniela Bertoli
- Luisa Bucciarelli
- Alberto Calì
- Francesco Cardella[N 9]
- Claudio Carnielli
- Antonio Fusco
- Edda Meuti
- Nicoletta Valerio
- Maria Vittorio

### Festival di Castrocaro 1978
- Beba
- Antonietta Chelli - Prego
- Creme Caramel - Discomela
- Marisa Interliggi - Per un minuto e poi
- Mario Flores
- Gli Hobo
- Bruno Laurenti
- Ezio Picciotta
- Roberta (Roberta Voltolini) - Noi
- Francesco Sale
- Cristiana Tramonti
- Ruggero Urbinati
- Nicola Urru

### Festival di Castrocaro 1981
26 settembre 1981
Presentatrice: Gigliola Cinquetti.
- Stefano Caprioli - Francesca
- Gloria Del Gioco (Gloria Nuti) - L'emozione
- Fiordaliso - Scappa via
- Giulio Fioretti - Fantasia
- Zucchero Fornaciari - Canto te
- Marco Martirani - Nikton X
- Eros Ramazzotti - Rock '80
- Stefano Sani - Un'altra atmosfera
- Il Tempio dei Sogni - Se lo cerchi
- Roberto Tomasi - L'uomo con l'amore sul viso

### Festival di Castrocaro 1986
Presentatore: Daniele Piombi.
- Charley Deanesi - Muoviti, muoviti (1º posto ex aequo)
- Roberta Mogliotti - Pietra su pietra (1º posto ex aequo)
- Future -
- Pummarola System -
- Francesco Palazzolo -
- Stefano Pieroni -
- Francesco Tripodi -
- Nadia Visintainer -

### Festival di Castrocaro 1987
- Rosario Di Bella - Sono interessante (1º posto ex aequo)
- Ice - Mere Manna (1º posto ex aequo)
- Sabina Stilo - Domani tu
- Flavia Pozzaglio - Fretta di te
- Annarita Tedesco - Apriti cielo
- Stefania La Fauci - Il colore del lilla
- Federica Giorgetti - Un cuore tra le mani
- Simone Valeo - Dolcissimo giorno

### Festival di Castrocaro 1988
Presentatore: Claudio Lippi.
- Antonietta Buccigrossi - C'è un motivo in più (1º posto ex aequo)
- Valerio Spazzoli - Rido (1º posto ex aequo)
- Barbara Vigna - Radio dream
- Irene Fargo - Le Donne Dei Soldati Veri
- Paola Dattis -
- Alfredo Lama -

### Festival di Castrocaro 1989
- Fedele Boccassini - Tutte uguali le donne
- Hurricane - Deve nascere
- Vito Marletta - Niente da fare
- Tania Montelpare (Lighea) - Non c'è più verità
- Dino & Angela - Ti odio ma ti amo
- No Business - Through the limits
- Gianni Simonelli - Un animale intelligente
- Katerina Travaglini - Meraviglioso sei
- Paolo Vallesi - Sta diventando una donna
- Lorenzo Zecchino - A Milano

### Esplicative
1. ↑  Altre informazioni riportano come vincitrice il nome di Bruna Lelli, ma in un'intervista la cantante precisa di non aver nemmeno partecipato a tale concorso
2. ↑  Tra i concorrenti, Iva Zanicchi
3. ↑  Tra i concorrenti, Loretta Goggi
4. ↑  Giuni Russo
5. ↑  Tra i concorrenti, Fiorella Mannoia
6. ↑  Programmato per il 12 dicembre, la messa in onda viene rinviata per il lutto a causa dell'attentato di Milano.
7. ↑  Alice
8. ↑  Nella stessa edizione, per l’unica volta, venne premiato anche il conduttore radiofonico dell’anno, votato dalla giuria e dal pubblico; vinse Mauro Marino voce di RDS - Radio Dimensione Suono.
9. ↑  Francesco Cardella è un omonimo. Questo non ha proseguito la carriera musicale

### Bibliografiche
1. ↑  Gianni Siroli, Romagna balerina. Curiosità storico-musicali in Romagna dal 1950 al 2000, Faenza, Tempo al Libro, 2018, p. 30.
2. ↑   La Romagna di Natale Graziani, ricordata da Casini, Patuelli e Gigliola Cinquetti, su forlitoday.it. URL consultato il 4 febbraio 2023.
3. ↑   (PDF) untitled Archiviato il 7 marzo 2014 in Internet Archive.
4. ↑   Stefania Ulivi, Bossi e Sanremo, idillio sfumato, su archiviostorico.corriere.it, Corriere della Sera, 20 febbraio 1997. URL consultato il 20 ottobre 2008 (archiviato dall'url originale il 30 ottobre 2015).
5. ↑   Festival di Castrocaro, salta l'edizione 2022. Minisci: "Affidiamolo al Mei e specializziamoci su blues e jazz", in Forlì Today, 20 luglio 2022. URL consultato il 29 giugno 2025.
6. ↑   Castrocaro, è finalmente Festival. E le Voci Nuove ritornano in tv, in Il Resto del Carlino, 29 giugno 2025. URL consultato il 29 giugno 2025.
7. ↑   Torna in Rai il Festival di Castrocaro, la finale su Rai2, in ANSA, 7 luglio 2025. URL consultato il 7 luglio 2025.
8. ↑   TV: ASCOLTI RAI, RETI SI AGGIUDICANO PRIME TIME CON 6,8 MLN, su adnkronos.com, 21 luglio 2007. URL consultato il 17 maggio 2019 (archiviato dall'url originale il 17 maggio 2019).
9. ↑   Ascolti Tv di venerdì 1 agosto 2008: Testa a testa Castrocaro e Ciao Darwin. Ghost Whisperer si conferma anche in replica, su TvBlog, 2 agosto 2008. URL consultato il 25 giugno 2023.
10. ↑   Ascolti prime time: venerdì 10 luglio 2009, su E-DUESSE.IT, 13 luglio 2009. URL consultato il 24 giugno 2023.
11. ↑   https://www.ilsussidiario.net/redazione, ASCOLTI TV 16 LUGLIO 2010/ Castrocaro 2010 e Perché te lo dice mamma pareggiano. Bene la replica di NCIS. Gli ascolti tv del 16.07.10, su IlSussidiario.net, 17 luglio 2010. URL consultato il 24 giugno 2023.
12. ↑   ASCOLTI TV DI VENERDI 15 LUGLIO 2011: TESTA A TESTA TRA CASTROCARO (2,6 MLN - 17.01%) E L'ONORE E IL RISPETTO (2,7 MLN - 15.15%). MILIONARIO AL 12.74%, su DavideMaggio.it. URL consultato il 24 giugno 2023.
13. ↑   ASCOLTI TV DI VENERDI 13 LUGLIO 2012: CASTROCARO VINCE MA SI FERMA AL 13.74%. BRIGNANO ALL'11.06%, su DavideMaggio.it. URL consultato il 24 giugno 2023.
14. ↑   ASCOLTI TV DI VENERDI 19 LUGLIO 2013: VINCE CASTROCARO (15.8%) MA CRESCE INGA LINDSTROM (13.56%). MALISSIMO IL VERIFICATORE DI RAI2, su DavideMaggio.it. URL consultato il 24 giugno 2023.
15. ↑   ASCOLTI TV DI SABATO 30 AGOSTO 2014: FESTIVAL DI CASTROCARO SU RAI1 AL 15.40%, I LAUREATI SU CANALE 5 FERMI AL 9.90%, su DavideMaggio.it. URL consultato il 24 giugno 2023.
16. ↑   ASCOLTI TV | SABATO 29 AGOSTO 2015. MALE CASTROCARO (13.93%), BENE CATTIVISSIMO ME (10.79%). PIEDONE L'AFRICANO SU RAI MOVIE AL 2.19%. ALLE 13: TG2 MEGLIO DEL TG5. SU RAI SPORT 1 BENISSIMO L'ATLETICA LEGGERA (4.49%), su DavideMaggio.it. URL consultato il 24 giugno 2023.
17. ↑   ASCOLTI TV | SABATO 27 AGOSTO 2016. LA FINALE DI CASTROCARO AL 12,8%, INGA LINDSTROM AL 9,4%, su DavideMaggio.it. URL consultato il 24 giugno 2023.
18. ↑   Ascolti TV | Sabato 26 agosto 2017. Castrocaro si ferma all'11.69%, Ciao Darwin 12.49%. La Notte della Taranta 2.4%, su DavideMaggio.it. URL consultato il 24 giugno 2023.
19. ↑   ascolti 10 agosto 2018 - Cerca con Google, su www.google.com. URL consultato il 24 giugno 2023.
20. ↑   Ascolti TV | Martedì 3 settembre 2019. Scusate se esisto 14.1%, La Verità sul caso Harry Quebert 12.7%, il Festival di Castrocaro fermo al 5.5%, su DavideMaggio.it. URL consultato il 24 giugno 2023.
21. ↑   Ascolti TV | Giovedì 27 agosto 2020. Terence Hill (13.1%) meglio di Zelig (11%). Solo il 4.9% per Castrocaro, su DavideMaggio.it. URL consultato il 24 giugno 2023.
22. ↑   Ascolti TV | Martedì 7 settembre 2021. Gloria vince con appena il 10.5%, il film di Rai1 10.3%. Castrocaro fermo al 4.3%, Floris e Giordano ripartono dal 6.2%, Berlinguer 4.9%. Gentili non va oltre il 4.6%. Pomeriggio5 15.7%-15%, su DavideMaggio.it. URL consultato il 24 giugno 2023.
23. ↑   Festival di Castrocaro, salta l'edizione 2022. Minisci: "Affidiamolo al Mei e specializziamoci su blues e jazz", in Forlì Today, 20 luglio 2022. URL consultato il 19 settembre 2023.
24. ↑   Ascolti TV Martedì 8 luglio 2025, su DavideMaggio.net, 9 luglio 2025.
25. ↑  La vincitrice del festival? Così ho smentito Wikipedia, di Raffaella Candoli
26. ↑   Edera Cecchini di Cesena audiolive 1957 SUMMERTIME + AMO PARIGI art (audio originale dal 1º Festival voci nuove di Castrocaro), su YouTube, ROMAGNAVive, 15 set 2015. URL consultato il 15 aprile 2016.